# Ciegossordomudos
Ciegossordomudos o Ciegos Sordomudos es un grupo de rock oriundo de Bogotá, Colombia, activo desde los años 90. El grupo ha sido el punto de encuentro de músicos que han participado en diversos proyectos, entre los que se destacan Aterciopelados, la banda de Carlos Vives, El Bloque y Sonorama.

## Historia
En 1994, bajo el clima de cambio que vivió el movimiento rock de Colombia, se formó el proyecto Ciegossordomudos, un colectivo de músicos cuyas influencias oscilaban entre el rock clásico (Pink Floyd, Rolling Stones, AC/DC) y el post punk (The Police, XTC, The Cure). Sus fundadores fueron Alejandro Gomes-Casseres (también integrante de Aterciopelados), Pablo Bernal  (baterista de Carlos Vives) y Jota García.
En 1999 editaron de forma independiente su debut discográfico titulado Ciegossordomudos. Este trabajo atrajo la atención de la escena rock de Bogotá, por la irreverencia de sus letras y la calidad de su sonido. Año y medio después presentaron el álbum Piloto Automático, en el cual colaboraron el multinstrumentista César López (ex Poligamia), el DJ Javier Duque y el teclista Federico Lorusso, quien luego crearía el grupo Sonorama con Jota García.
En 2006 la banda se rearmó con la inclusión de su canción "Piloto automático" en la banda sonora de la película El Colombian Dream. Luego de dos años de trabajo, presentaron en 2009 En paz, su tercer álbum, cuyo lanzamiento fue apoyado por el canal MTV Latinoamérica. De este trabajo se destacan los temas "El beat de mi corazón" y "Amores invisibles".
En paz fue elegido en diciembre de 2009 por la revista Semana como el disco del año en Colombia.

## Integrantes
- Alejandro Gomes-Casseres (guitarra-voz)
- Pablo Bernal (batería)
- Jota García (bajo)

## Discografía

### Álbumes de estudio
- Ciegossordomudos. Independiente (1999)
- Piloto automático. Independiente (2001)
- En paz. EMI Music (2009)
- EP #1. Nonsense Music (2011)
- EP #2. Nonsene Music (2012)
- EP #3. Nonsene Music (2013)
- "Mejor animal" (2014)
- "Final" (2015)

### Videoclips
- Piloto automático (2007)
- El viento (2007)
- El beat de mi corazón (2009)
- Amores invisibles (2009)
- Amores invisibles 2010 (2010)